# Gibnojauratjah, Lappland
Gibnojauratjah är en sjö i Arjeplogs kommun i Lappland och ingår i Piteälvens huvudavrinningsområde. Sjön har en area på 0,159 kvadratkilometer och ligger 499,1 meter över havet. Gibnojauratjah H.493 ligger i Tjeggelvas Natura 2000-område.

## Delavrinningsområde
Gibnojauratjah ingår i det delavrinningsområde (738358-157869) som SMHI kallar för Mynnar i Tjeggelvas. Medelhöjden är 607 meter över havet och ytan är 19,81 kvadratkilometer. Det finns inga avrinningsområden uppströms utan avrinningsområdet är högsta punkten. Vattendraget som avvattnar avrinningsområdet har biflödesordning 2, vilket innebär att vattnet flödar genom totalt 2 vattendrag innan det når havet efter 266 kilometer. Avrinningsområdet består mestadels av skog (67 procent) och kalfjäll (29 procent). Avrinningsområdet har 0,32 kvadratkilometer vattenytor vilket ger det en sjöprocent på 1,6 procent.